# Rosemary Askin

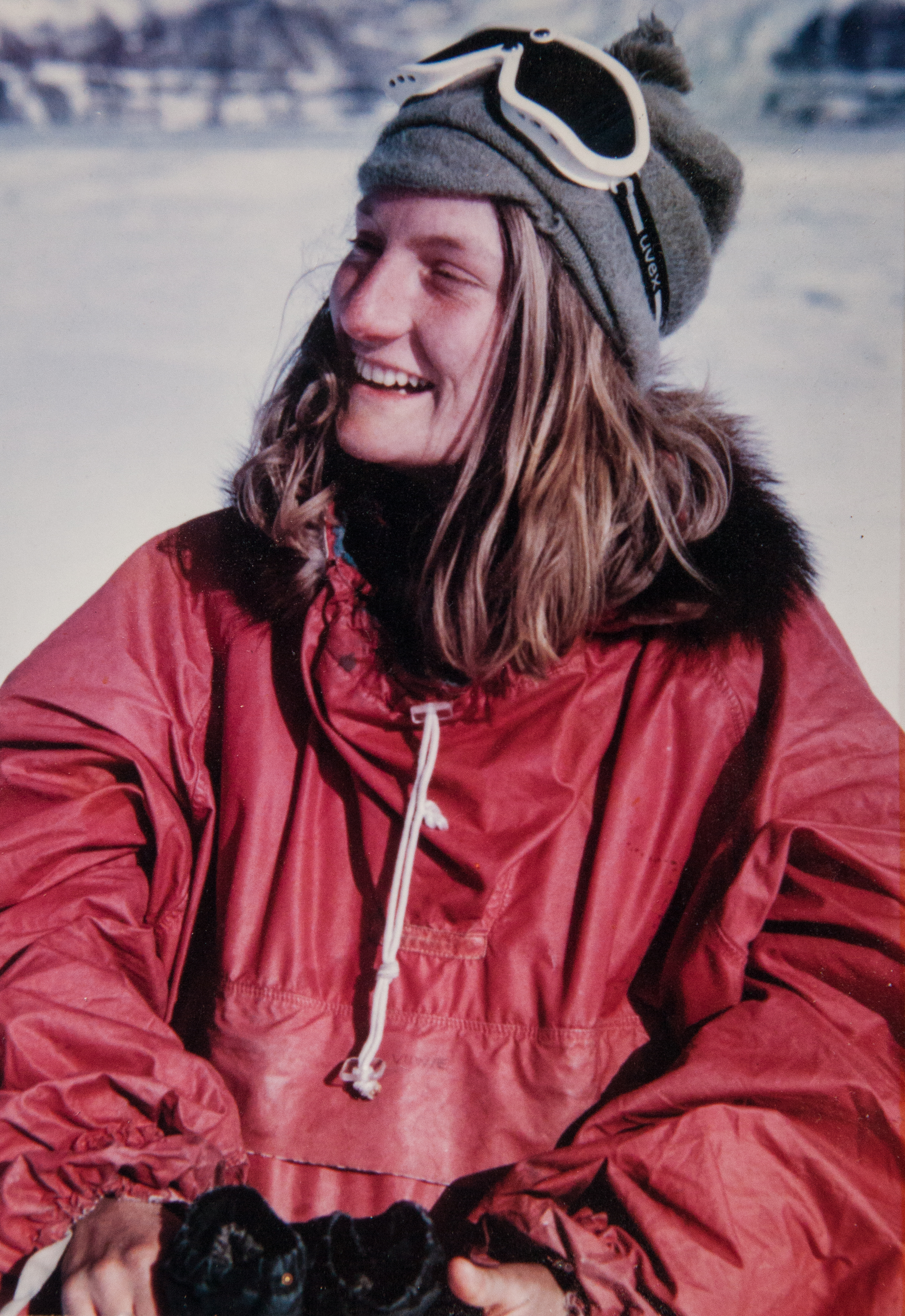
Rosemary Askin während ihrer ersten Feldsaison 1970, Skelton Névé, Südliches Victorialand, Antarktis

 Rosemary Anne Askin (* 1949 in Neuseeland) ist eine neuseeländische Geologin und Hochschullehrerin. Sie war Mitglied des Forschungsteams, das die ersten Säugetierfossilien in der Antarktis entdeckte, und war die erste neuseeländische Frau, die ihr eigenes Forschungsprogramm in der Antarktis durchführte und die im Victorialand in der Antarktis im Tieffeld  arbeitete.

## Leben und Werk

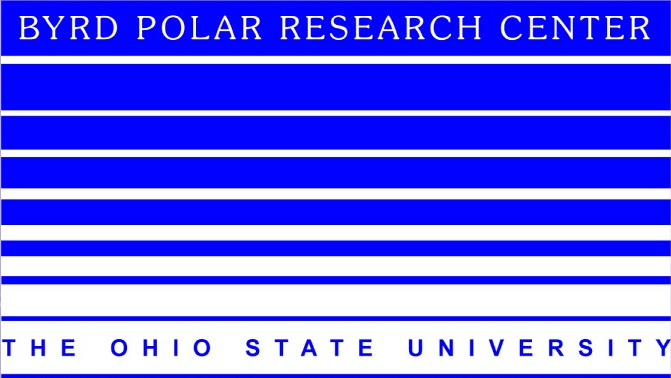
Logo des Byrd Polar Research Center

Askin wuchs in Wellington auf und studierte Geologie an der Victoria University of Wellington. Dort erhielt sie ihren Bachelor of Science in Geologie und Zoologie. 1970 kampierte sie im Victorialand auf der Westseite des Ross-Schelfeises. Ihre Expedition führte zu der reichsten bekannten Fundstelle an fossilen Fischresten in der Antarktis und bildete 1976 die Grundlage für ihre Dissertation.
In den folgenden drei Jahrzehnten kehrte sie mehrfach in die Antarktis zurück und reiste zu der Antarktischen Halbinsel, zu den Südlichen Shetlandinseln, zum Victorialand und in die Transantarktischen Berge.
1976 zog sie als Postdoktorandin am damaligen Institute of Polar Studies der Ohio State University in die Vereinigten Staaten. Ihre palynologische Forschung und Lehre setzte sie an anderen Universitäten und Standorten fort, bevor sie 1994 an das Byrd Polar and Climate Research Center zurückkehrte.
1982 war sie Mitglied des Forschungsteams, das die ersten Säugetierfossilien in der Antarktis entdeckte, und war an Forschungen beteiligt, die zeigten, dass die Antarktis vor 15 Millionen Jahren einen abrupten Erwärmungszyklus erlebte. An der Ohio State University war sie beim Aufbau des US Polar Rock Repository beteiligt.
Ihr Spezialgebiet ist die Palynologie, die sich hauptsächlich mit fossilen Sporen und Pollen beschäftigt, um das relative Alter von Sedimentgesteinen zu bestimmen und vergangene Vegetation und damit die Geschichte des Paläoklimas aufzuspüren.
Askin ist mit Tim Cully verheiratet, mit dem sie eine Tochter bekam, und lebt in Jackson (Wyoming).

## Auszeichnungen (Auswahl)
- seit 2000: Namensgeberin für den Mount Askin in der Antarktis
- 2017: 150 Women in 150 Words der Royal Society Te Apārangi

## Veröffentlichungen (Auswahl)
- Campanian to Paleocene palynological succession of Seymour and adjacent islands, northeastern Antarctic Peninsula. Geological Society of America Memoirs 169, 1988, S. 131–154.
- Rosemary A. Askin: Campanian to paleocene spore and pollen assemblages of Seymour Island, Antarctica. In: Review of Palaeobotany and Palynology. Band 65, Nr. 1–4, 1990, S. 105–113, doi:10.1016/0034-6667(90)90061-m.
- Rosemary A. Askin: Endemism and heterochroneity in the Late Cretaceous (Campanian) to Paleocene palynofloras of Seymour Island, Antarctica: implications for origins, dispersal and palaeoclimates of southern floras. In: Geological Society, London, Special Publications. Band 47, Nr. 1, 1989, S. 107–119, doi:10.1144/gsl.sp.1989.047.01.09.
- Rosemary A. Askin: Campanian to paleocene spore and pollen assemblages of Seymour Island, Antarctica. In: Review of Palaeobotany and Palynology. Band 65, Nr. 1–4, 1990, S. 105–113, doi:10.1016/0034-6667(90)90061-m.
- Late Cretaceous–early Tertiary Antarctic outcrop evidence for past vegetation and climates. The Antarctic Paleoenvironment: a perspective on global change: Part One. 1992, S. 61–74, doi:10.1029/AR056p0061.
- John L. Isbell, Paul A. Lenaker, Rosemary A. Askin, Martin A. Miller, Loren E. Babcock: Reevaluation of the timing and extent of late Paleozoic glaciation in Gondwana: Role of the Transantarctic Mountains. In: Geology. Band 31, Nr. 11, 2003, S. 977–977, doi:10.1130/g19810.1.
- mit Sophie Warny: Vegetation and organic-walled phytoplankton at the end of the Antarctic greenhouse world: latest Eocene cooling events. In: J.B. Anderson, J.S. Wellner (Hrsg.): Tectonic, Climatic, and Cryospheric Evolution of the Antarctic Peninsula. American Geophysical Union, Washington, D.C. 2011, S. 193–210, doi:10.1029/2010sp000965.